# Bytschki (Bolschoje Annenkowo)
Bytschki (russisch Бычки) ist ein Weiler (chutor) in der Oblast Kursk in Russland. Er gehört zum Rajon Fatesch und zur Landgemeinde (selskoje posselenije) Bolscheannenkowski selsowjet.

## Geographie
Der Ort liegt gut 40 km Luftlinie nordwestlich des Oblastverwaltungszentrums Kursk im südwestlichen Teil der Mittelrussischen Platte, 13,5 km östlich des Rajonverwaltungszentrums Fatesch, 3,5 km vom Sitz des Dorfsowjet – Bolschoje Annenkowo, 116 km von der Grenze zwischen Russland und der Ukraine, im Becken der Ussoscha (linker Nebenfluss der Swapa im Becken des Seim).

### Klima
Das Klima im Ort ist wie im Rest des Rajons kalt und gemäßigt. Es gibt während des Jahres eine erhebliche Niederschlagsmenge. Dfb lautet die Klassifikation des Klimas nach Köppen und Geiger.

## Bevölkerungsentwicklung
| Jahr | Einwohner |
| ---- | --------- |
| 2002 | 44        |
| 2010 | 31        |

Anmerkung: Volkszählungsdaten

## Verkehr
Bytschki liegt 13 km von der Fernstraße föderaler Bedeutung M2 „Krim“ als Teil der Europastraße E105, 15,5 km von der Straße regionaler Bedeutung 38K-018 (Kursk – Ponyri), 4,5 km von der Straße 38K-039 (Fatesch – 38K-018), an der Straße interkommunaler Bedeutung 38N-210 (M2 „Krim“ – Sykowka – Maloje Annenkowo – 38K-039) und 17 km von der nächsten Eisenbahnhaltestelle 487 km (Eisenbahnstrecke Orjol – Kursk) entfernt.
Der Ort liegt 164 km vom internationalen Flughafen von Belgorod entfernt.